# Jim Ryan
Pour les articles homonymes, voir Ryan.
Ne doit pas être confondu avec Jim Ryun.
James E. Ryan, dit Jim Ryan, né le 21 février 1946 à Chicago et mort le 12 juin 2022 dans le comté de DuPage (Illinois), est un homme politique américain, membre Parti républicain et procureur général de l'Illinois de 1995 à 2003.
En 2002, il devient le candidat du parti républicain pour l'élection du gouverneur de l'Illinois, qu'il perd avec 45,2 % des voix face au démocrate Rod Blagojevich, qui obtient 52 % des suffrages.

## Biographie

### Enfance et études
Jim Ryan est né à Chicago dans l'Illinois. Le père de Ryan, Edouard Ryan, est un ouvrier du bâtiment américain d'origine irlandaise, tandis que sa mère est ménagère d'origine italienne. Ryan et ses sœurs, Maria et Peggy, grandissent dans la banlieue de Villa Park en Illinois. Il suit ses études à un lycée tenu par l'ordre des Bénédictins, la Saint Procopius Academy. Après avoir obtenu son diplôme, Ryan continue à étudier dans l'Illinois au Saint Procopius College et y obtient son diplôme de science politique en 1968. Il intègre ensuite le Chicago–Kent College of Law où il obtient son doctorat en droit en 1971.

### Carrière professionnelle
Jim Ryan travaille comme assistant du procureur du comté de DuPage. Après trois ans de service, il est promu premier assistant du procureur. En 1976, Ryan quitte le secteur public pour entrer dans un cabinet privé jusqu'en 1984. Cette année, Ryan mène sa première campagne politique qu'il remporte. Il est élu procureur de Comté de DuPage, devenant le procureur de plus haut rang de l'Illinois. Il est réélu en 1988 et de nouveau en 1992.

### Carrière politique
Considéré par des médias locaux comme le meilleur procureur de l'État, Jim Ryan candidate au poste d'Attorney general de l'État et est élu en 1994. Il est réélu en 1998 avec le soutien des principaux journaux de l'État.

### Vie privée
Jim Ryan a épousé Marie, qu'il a connu au lycée et avec laquelle il a six enfants.
En 1996, Jim Ryan découvre qu'il a un lymphome non hodgkinien de phase 2 et commence une chimiothérapie. Leur fille Anne Marie alors âgée de 12 ans est morte d'une tumeur cérébrale. En octobre 1997, Marie Ryan est victime d'une crise cardiaque. 
Le 8 octobre 2007, à Elmhurst dans l'Illinois, la police trouve le fils de Ryan, Patrick, mort à l'intérieur de leur maison, d'une blessure par coup de feu volontaire.